# Paolo Renier
Paolo Renier, né le 21 novembre 1710 et mort le 13 février 1789 est le 119e doge de Venise élu en 1779.
Pendant son dogat, l'avant-dernier de l'histoire de  Venise, il ne se produit aucun fait important même si à l'extérieur les bases de la Révolution française se dessinent, qui peu d'années après la mort de Renier mettra fin à la république de Venise.

## Biographie
Paolo Renier est le fils de Andrea et de Elisabetta Morosini. Issu d'une famille riche, il reçoit une bonne formation en histoire, en langues anciennes et en philosophie, il nous est parvenu une édition vénitienne d'œuvres de Platon, qu'il a lui-même traduite. Il est considéré comme un excellent orateur et habile tacticien. Il commence sa carrière comme réformateur, affilié aux Liberi Muratori et soucieux d'abattre le pouvoir des trois inquisiteurs d'État.
Il est à peine élu ambassadeur qu'il change d'opinion, s'alliant contre ses anciens amis pour obtenir des charges importantes. Au cours de ses nombreuses ambassades, il s'enrichit et achète les charges les plus prestigieuses de manière douteuse  au point d'être surnommé Barabbas. Il sera ambassadeur à Vienne et Constantinople.
Resté veuf de Giustina Donà avec qui il a eu cinq enfants, il prend comme maitresse Giovanna Margherita Dalmet, qu'il épouse par la suite, une danseuse de variété connue pour être dépensière. Étant donné que Marguerite n'est que d'origine bourgeoise, elle ne figure pas dans le livre d'or.
Après la mort de son prédécesseur, il sent que le moment est venu et il corrompt plus de 300 personnes afin d'avoir le soutien nécessaire.

### Le dogat
Il est élu avec 40 voix sur 41 le 14 janvier 1779. Haï par de nombreuses personnes, il reçoit des lettres de menaces et ses sorties nécessitent une escorte. Il dépense beaucoup pour se faire aimer et il réussit à rentrer dans ses dépenses en vendant des charges. En 1780, les réformateurs cherchent à proposer des instances rénovatrices, mais Renier, leur ancien allié, les repousse et procède à leurs arrestations. En raison de sa corruption, le doge est toujours plus détesté.
Sous son gouvernement commence la construction des digues, les murazzi, destinées à mieux protéger la ville contre les inondations.
Des fêtes et réceptions de visiteurs de marque sont célébrés avec le même prestige. Pendant son mandat, Venise reçoit la visite du pape Pie VI, du tsarevitch Paul, futur tsar de Russie Pavel Petrovitch, et du roi de Suède Gustave III.
En 1786 Goethe passe par Venise comme il l'écrit dans son Voyage en Italie.
En 1785–1786, pour la dernière fois, la flotte vénitienne part pour une guerre : sous le commandement d'Angelo Emo, les navires bombardent quelques ports du Nord Afrique où se réfugient des pirates. En janvier 1789, le doge tombe gravement malade et meurt le 13 février 1789. Pour ne pas gâcher les fêtes de carnaval, la nouvelle n'est annoncée que le 2 mars. Le peuple, qui ne l'aimait pas, rédige des sonnets et des chansons moqueuses.
Il est enterré dans l'église San Nicolò da Tolentino, sous une simple plaque de marbre.

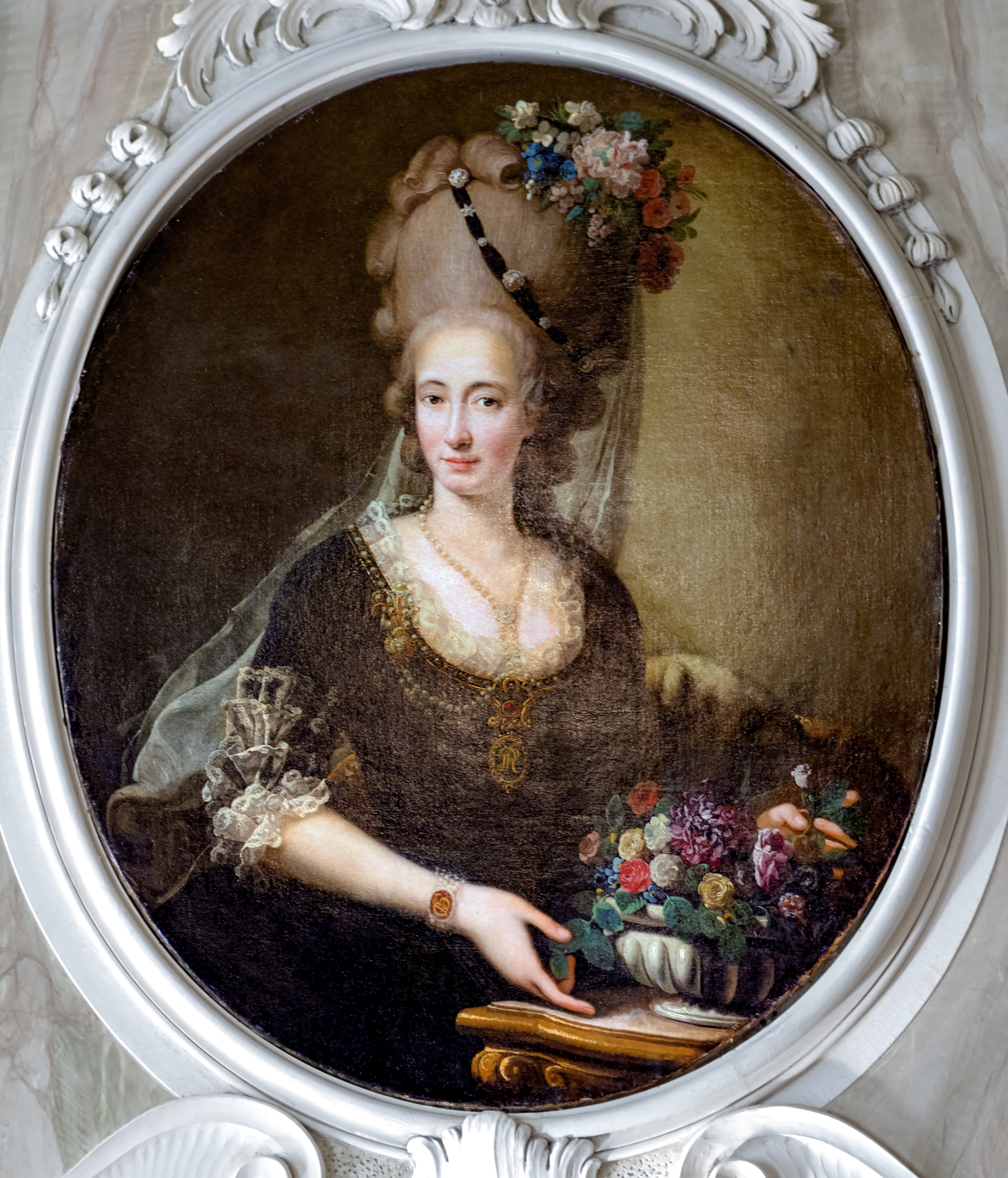
Giustina Donà dalle Rose (1715–1751) par Lodovico Gallina
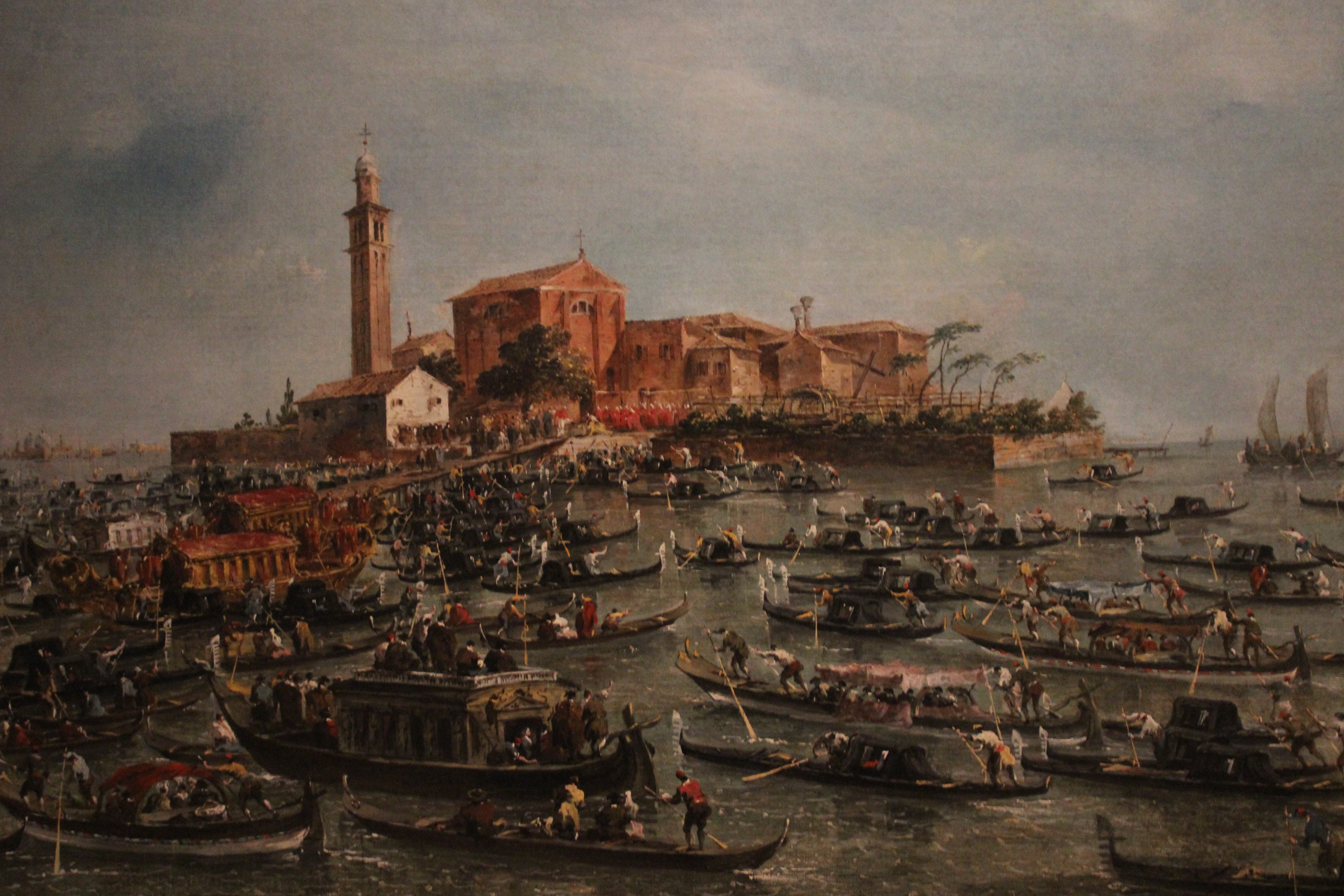
La Rencontre du pape Pie VI et du doge Paolo Renier à San Giorgio in Alga par Francesco Guardi Philadelphia Museum of Art

## Sources
- (it) Cet article est partiellement ou en totalité issu de l’article de Wikipédia en italien intitulé « Paolo Renier » (voir la liste des auteurs).

- (de) Cet article est partiellement ou en totalité issu de l’article de Wikipédia en allemand intitulé « Paolo Renier » (voir la liste des auteurs).